# Varanen
Varanen zijn een groep van hagedissen die behoren tot de familie Varanidae. De verschillende soorten kunnen sterk in grootte verschillen, maar lijken uiterlijk gezien allemaal op elkaar. Er zijn ongeveer tachtig soorten varanen, die allemaal tot het geslacht Varanus worden gerekend. Het soortenaantal wordt regelmatig verhoogd door nieuwe ontdekkingen.
Varanen komen voor in delen van Azië, Afrika en Australië. Er zijn enkele uitgestorven soorten varanen bekend die leefden in Europa en Noord-Amerika, maar het betreft dan geen recentelijk uitgestorven varanen, maar alleen soorten die al lange tijd zijn uitgestorven en alleen als fossiel bekend zijn.
Varanen zijn meestal carnivoor. Veel soorten leven van insecten en kleine gewervelden. Van enkele soorten is bekend dat ze ook wel plantendelen en bessen eten. Belangrijke vijanden van varanen zijn grotere rovende zoogdieren en roofvogels. De mens speelt door zijn invloed op de natuurlijke habitat een negatieve rol. Door het geschikt maken van de leefomgeving voor landbouwactiviteiten wordt het verspreidingsgebied steeds kleiner.
Varanen zijn de grootste vertegenwoordigers van de hagedissen. De bekendste soort is de komodovaraan, die ongeveer drie meter lang kan worden. Omdat ze in de regel erg groot worden, staan de varanen bij het publiek ook wel bekend als 'primitief', omdat ze doen denken aan de oerreptielen. Dit is echter een misvatting. De varanen zijn een sterk ontwikkelde groep van reptielen die zich hebben aangepast aan uiteenlopende omstandigheden.

## Naamgeving
De naam 'varaan' komt van het Arabische woord El Ouaran, dat "hagedis" betekent. In de Nederlandse taal worden alle soorten met 'varaan' aangeduid. Deze naam en tevens de wetenschappelijke geslachtsnaam Varanus zijn afgeleid van de oorspronkelijke Arabische benamingen voor de nijlvaraan (Varanus niloticus), ouran en waral.
In de Engelse taal wordt de naam 'monitor lizards' gebruikt, wat slaat op de gewoonte van de varanen om zich op te richten en om zich heen te kijken (monitoren). In het Engels wordt ook de naam 'varanids' gebruikt. Er wordt echter een onderscheid gemaakt tussen de soorten die rond Australië leven en alle andere varanen. De Australische soorten worden 'goannas' genoemd. Deze naam werd gebruikt om ze te onderscheiden van de leguanen.
In Zuid-Afrika wordt de naam 'leguaan' gebruikt voor de varanen. Dit woord is afkomstig uit het Nederlands. Leguanen verschillen echter van varanen doordat ze een zijwaarts afgeplat lichaam hebben in tegenstelling tot de dorsale afplatting van de varanen. Leguanen komen daarnaast uitsluitend voor in Noord- en Zuid-Amerika, de enige continenten waar de varanen juist ontbreken.

## Verspreiding en habitat

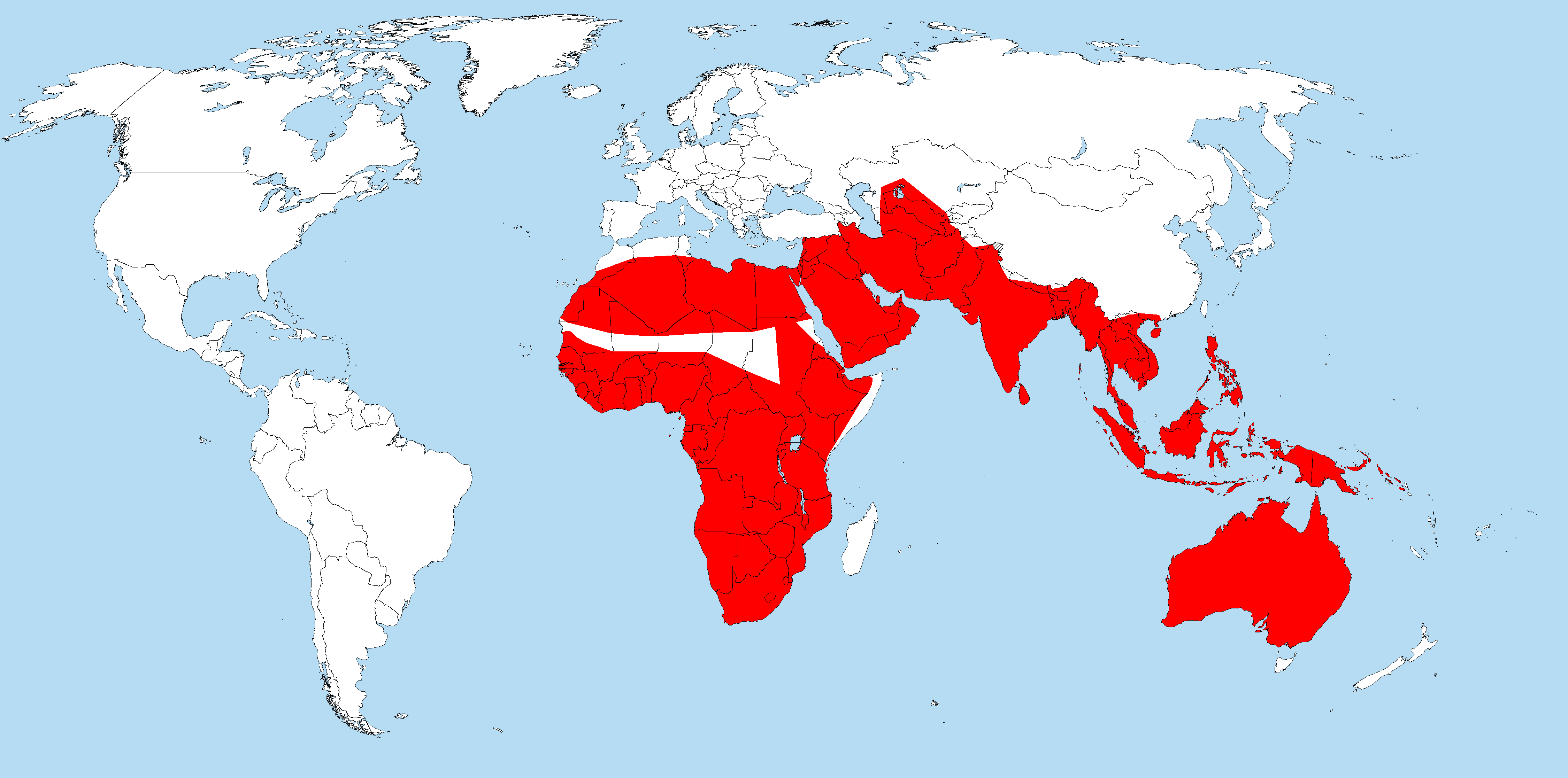
Wereldwijde verspreiding in het rood.

Varanen leven in Afrika, Australië en Azië. Ze komen niet voor in Noord- en Zuid-Amerika en Europa. Zelfs in de warmere delen van het verspreidingsgebied, zoals rond de Middellandse Zee, komen geen varanen voor. Ook in grote delen van westelijk en noordelijk  Azië komen geen soorten voor. In zuidoostelijk Azië daarentegen zijn juist veel soorten bekend.
Veel soorten leven in drogere, woestijnachtige gebieden, maar er zijn ook soorten die in waterige gebieden zoals moerassen leven.
Varanen hebben zich gespecialiseerd in een breed scala aan omgevingen. De lichaamsvorm is hieraan enigszins aangepast, zodat aan het uiterlijk van een varaan soms is af te lezen hoe het dier leeft. Sommige soorten leven in droge woestijnen en andere zijn aangepast aan meer begroeide gebieden. Enkele soorten zijn uitsluitend in tropisch regenwoud te vinden. De specialisten zijn boombewonend en komen zelden op de grond, dit in tegenstelling tot de meeste varanen die strikt terrestrisch zijn. Van sommige varanen is bekend dat ze sterk zijn aangepast aan waterrijke milieus.
Een voorbeeld van een soort die voornamelijk in woestijnen leeft is de woestijnvaraan (Varanus griseus). Deze soort komt voor van de Saharawoestijn tot in Pakistan. De reuzenvaraan (Varanus giganteus) is ook een woestijnbewoner, maar komt voor tussen rotspartijen in woestijnen in Australië. Een bewoner van bossen is de papoeavaraan, die in dichtbegroeide omgevingen leeft. Veel varanen kunnen klimmen maar er zijn slechts weinig echte boombewoners die zelden op de grond komen. Een uitzondering is de smaragdvaraan (Varanus prasinus), een boombewoner die tussen de takken leeft. Deze soort is een van de weinige strikt boombewonende soorten. Sommige varanen zijn meer aan het water aangepast, zoals de nijlvaraan, die een zijwaarts afgeplatte staart heeft om beter te kunnen zwemmen. De nijlvaraan schuilt vaak in de buurt van het water, om er bij gevaar in te springen en weg te zwemmen. Mertens watervaraan (Varanus mertensi) is nog sterker aan water gebonden en jaagt zelfs in het water op prooien. Deze varaan is een typische oeverbewoner en eet vooral vissen, wat binnen de varanen uitzonderlijk is.

## Uiterlijke kenmerken

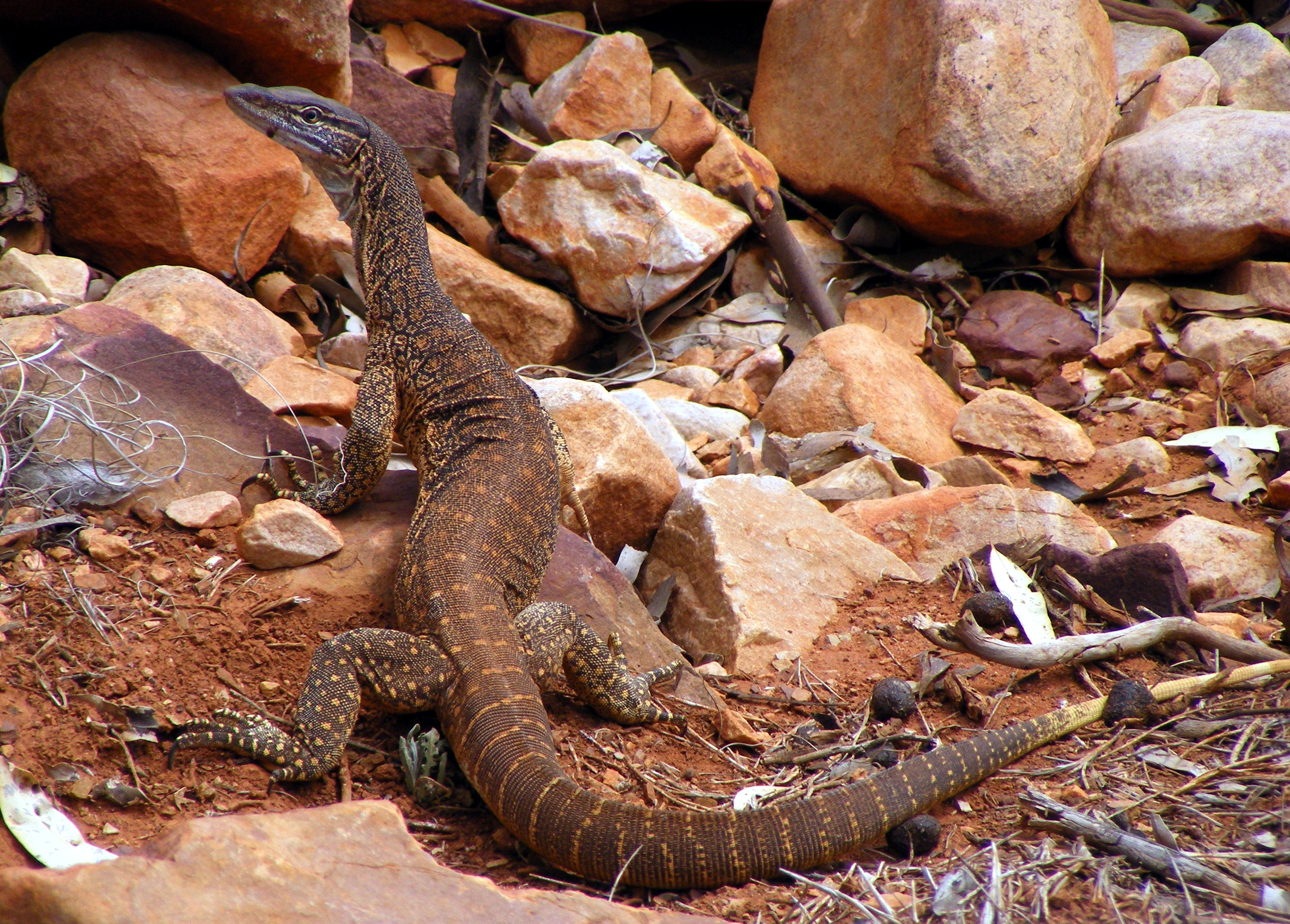
Profiel van Goulds varaan (Varanus gouldii).

Varanen hebben een zeer karakteristiek uiterlijk door het lange lichaam, de eveneens lange staart en de in vergelijking met andere hagedissen lange nek en duidelijke kop met spitse snuit. Varanen zijn alleen te verwarren met grotere soorten tejuhagedissen (Teiidae), die echter leven in Noord- en Zuid-Amerika, waar varanen niet voorkomen. Varanen zijn met name te onderscheiden van andere hagedissen door de lange, opgerichte nek en door de opgerichte houding, waarbij de poten het lichaam verheffen en de buik niet over de grond sleept, zoals bij andere hagedissen. Varanen werden door de Australische zoöloog Franz Werner eens beschreven als de best geproportioneerde en indrukwekkendste van alle hagedissen.

### Kop
De kop van een varaan is altijd driehoekig van vorm en heeft een relatief spitse snuit. Bij enkele soorten, zoals de komodovaraan, is de snuit wat afgeplat en doet denken aan een eendensnavel. De woestijnvaraan heeft juist een meer stompe, afgeplatte piramidevormige kop om beter te kunnen graven. Varanen beschikken over een relatief goed ontwikkeld gehoor. De ooropeningen zijn vaak duidelijk zichtbaar en worden niet aan het oog onttrokken door schubben. De ogen hebben meestal een rode tot bruine iris. Varanen kunnen voornamelijk overdag goed zien. Bij reptielen die 's nachts actief zijn is de pupil spleetvormig, maar de dagactieve varanen hebben altijd een ronde pupil. In tegenstelling tot andere hagedissen en slangen, hebben varanen oogleden die gesloten kunnen worden.
Varanen hebben twee neusgaten, die aan de voorzijde van de kop zijn gelegen. De vorm en de positie van de neusgaten vormen een belangrijk kenmerk en zijn aangepast aan de levenswijze. Waterminnende soorten hebben vaak ronde neusgaten die aan de voorzijde van de snuit gelegen zijn. Zo hoeft de varaan slechts zijn snuitpunt boven water te steken om adem te halen. Soorten die het water mijden hebben ovale neusgaten die meer aan de achterzijde, bij de ogen, gelegen zijn. Dit is een aanpassing aan het leven in zanderige omgevingen. Als de neusgaten aan de voorzijde van de snuit geplaatst zouden zijn, zouden ze makkelijk verstopt raken met deeltjes uit het substraat.
De kaken zijn lang en dragen stevig verankerde tanden, die enigszins naar achteren gericht zijn. Hierdoor heeft de varaan een betere grip op de prooi, zodat die niet uit de bek kan ontsnappen. Aan de onderzijde van de kop is een voedselzak aanwezig, welke sterk uit kan zetten. Hierdoor kan een varaan een grote brok voedsel in één keer naar binnen werken. Een dergelijke structuur is ook bekend van krokodilachtigen en slangen, maar komt niet voor bij alle andere groepen van hagedissen.

### Lichaam

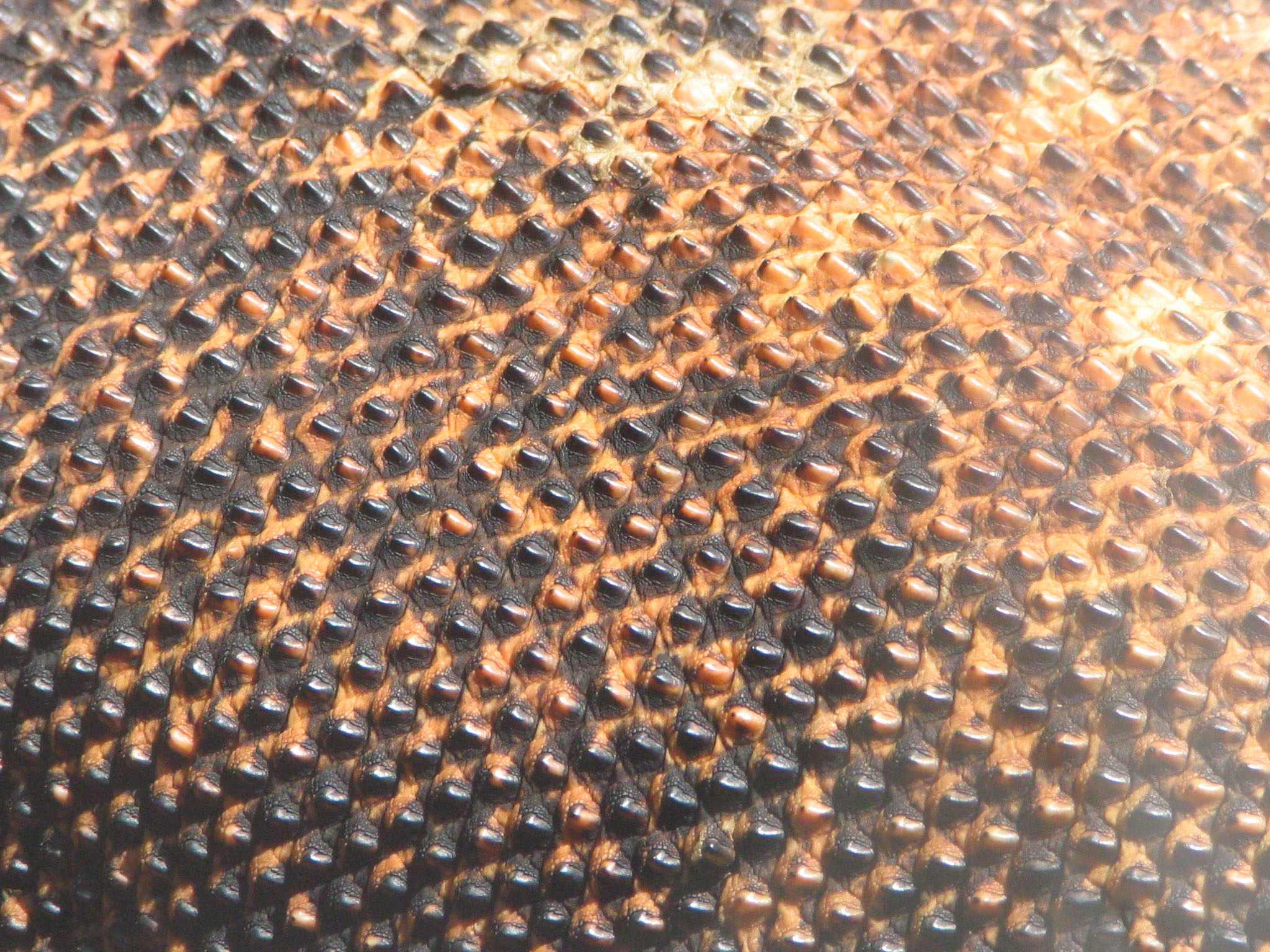
De huid van varanen bestaat uit verstevigde schubben die elkaar niet overlappen.

De meeste varanen worden minstens een meter lang. Enkele soorten blijven echter kleiner. De kleinste soort is de kortstaartvaraan (Varanus brevicauda), die inclusief staart ongeveer 25 centimeter lang wordt. Bij de varanen verschillen de verhoudingen enigszins per soort: de relatieve staartlengte ten opzichte van het lichaam, de vorm van de kop en de lichaamslengte kunnen uiteenlopen.
De vertegenwoordigers van veel andere groepen van hagedissen hebben wat betreft de lichaamsvorm een basisplan en betreffende de lichaamsbouw een verscheidenheid aan uitzonderingen die afwijken van die basisvorm. Bij de varanen is dit echter niet het geval. De lichaamsbouw van alle varanen is karakteristiek en alle soorten lijken sprekend op elkaar. Varanen hebben een kleine, platte kop met lange nek, een groot en massief lichaam met vrij kleine ledematen en een zeer lange en krachtige staart.
De lichaamskleur is zeer variabel. De meeste soorten zijn grijs tot bruin van kleur en hebben een tekening bestaande uit strepen of vlekken. Sommige soorten, zoals de nijlvaraan, hebben een karakteristieke luipaardtekening. Veel soorten hebben een gebandeerde staart, waarbij de banden bestaan uit lichtere en donkere schakeringen. Slechts enkele soorten hebben een uitgesproken groene kleur, zoals de smaragdvaraan. Een groene lichaamskleur komt bij veel hagedissen voor, maar is juist een uitzondering bij de varanen.
De huid van varanen is bedekt met schubben, die het lichaam een stevige bepantsering geven. In tegenstelling tot andere groepen van hagedissen, zijn de schubben klein. De schubben overlappen elkaar niet, maar liggen naast elkaar. Ze zijn verstevigd met kleine, benige insluitingen, die osteodermen worden genoemd. De huid draagt nooit kammen of stekels zoals deze bij leguanen of kameleons voorkomen. Een uitzondering is de stekelstaartvaraan, die kegelvormige structuren op de schubben van de staart bezit.

### Poten en staart

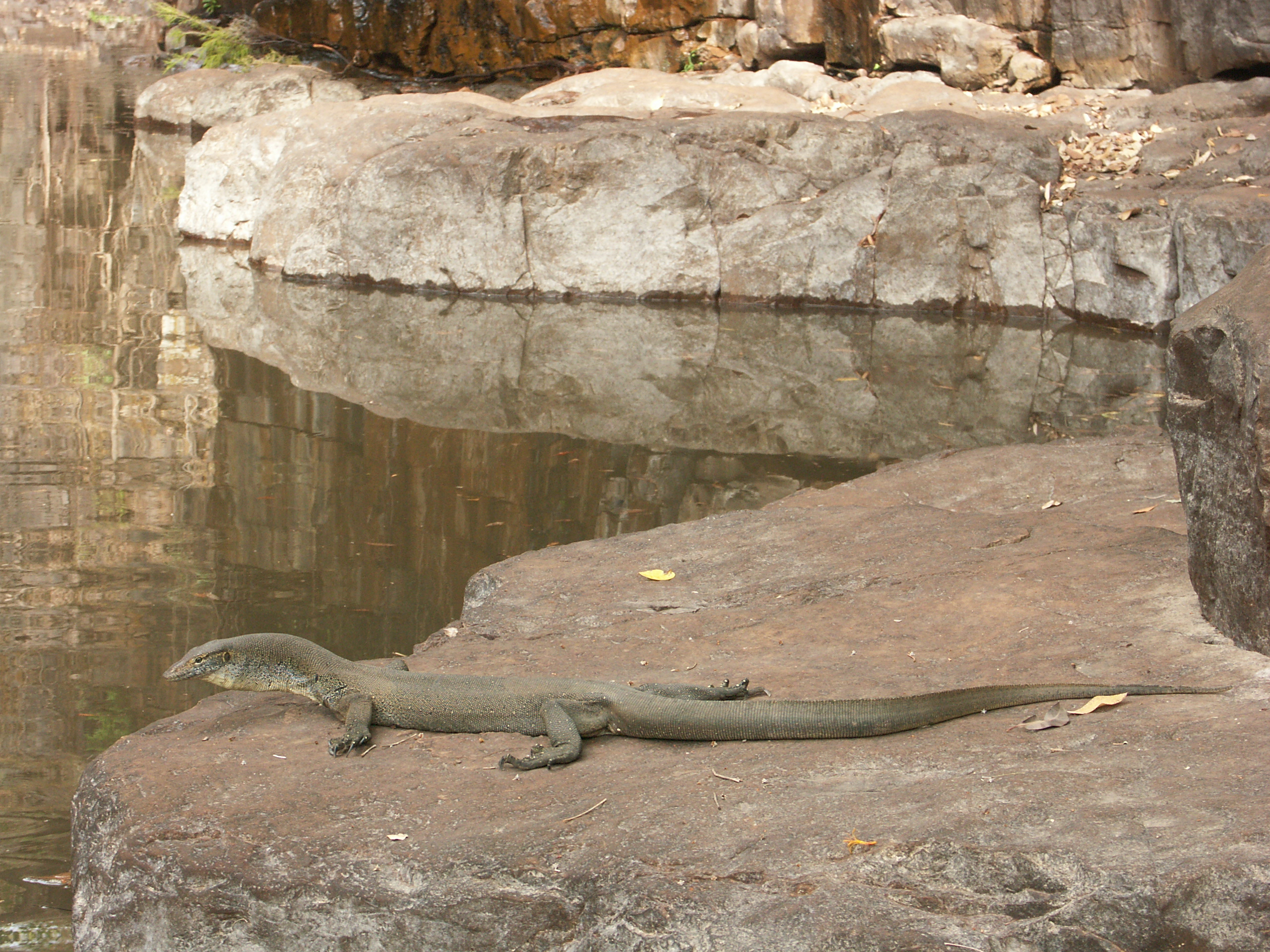
De staart van Mertens watervaraan heeft een opstaande kiel die het zwemmen vergemakkelijkt.

Varanen hebben vier poten, die erg gespierd en krachtig zijn. De poten zijn bij alle soorten duidelijk zichtbaar en nooit gedegenereerd. De poten van varanen zijn voorzien van nagels zodat zij stevige klauwen dragen. Deze klauwen worden gebruikt om kuilen te graven om in te schuilen of voor de afzet van de eieren. Ze worden niet gebruikt bij het zwemmen: de poten worden dan juist tegen het lichaam gehouden en de staart stuwt de hagedis voort.
De staart is bij veel hagedissen even lang als het lijf tot anderhalf keer de kopromplengte. Bij varanen is de staart echter meestal twee keer zo lang als het lichaam. Er zijn maar een paar uitzonderingen, zoals de kortstaartvaraan (Varanus brevicaudatus). De staart is zeer krachtig en wordt gebruikt om belagers te slaan. De staart wordt hierbij gebruikt als een zweep en de varaan kan de staart zeer precies richten en mikt hierbij op het gelaat van de vijand.
Bij het zwemmen wordt de staart als voortstuwingsapparaat gebruikt. Tijdens het zwemmen wordt de staart kronkelend heen en weer bewogen, terwijl de poten tegen het lichaam worden gedrukt. Een zwemmende varaan doet enigszins denken aan een slang. De staart is bij de meer waterminnende soorten zijwaarts afgeplat, in tegenstelling tot de strikt landbewonende soorten, die een rondere staart hebben.
Veel hagedissen kennen het vermogen tot het afwerpen van de staart als deze wordt beetgepakt. Dit wordt caudale autotomie genoemd en komt bij de meeste hagedissen voor. Bij de varanen ontbreekt deze vorm van regeneratie echter. Als een deel van de staart verloren gaat, groeit de stomp dicht, maar wordt er geen nieuw staartdeel gevormd.

## Levenswijze

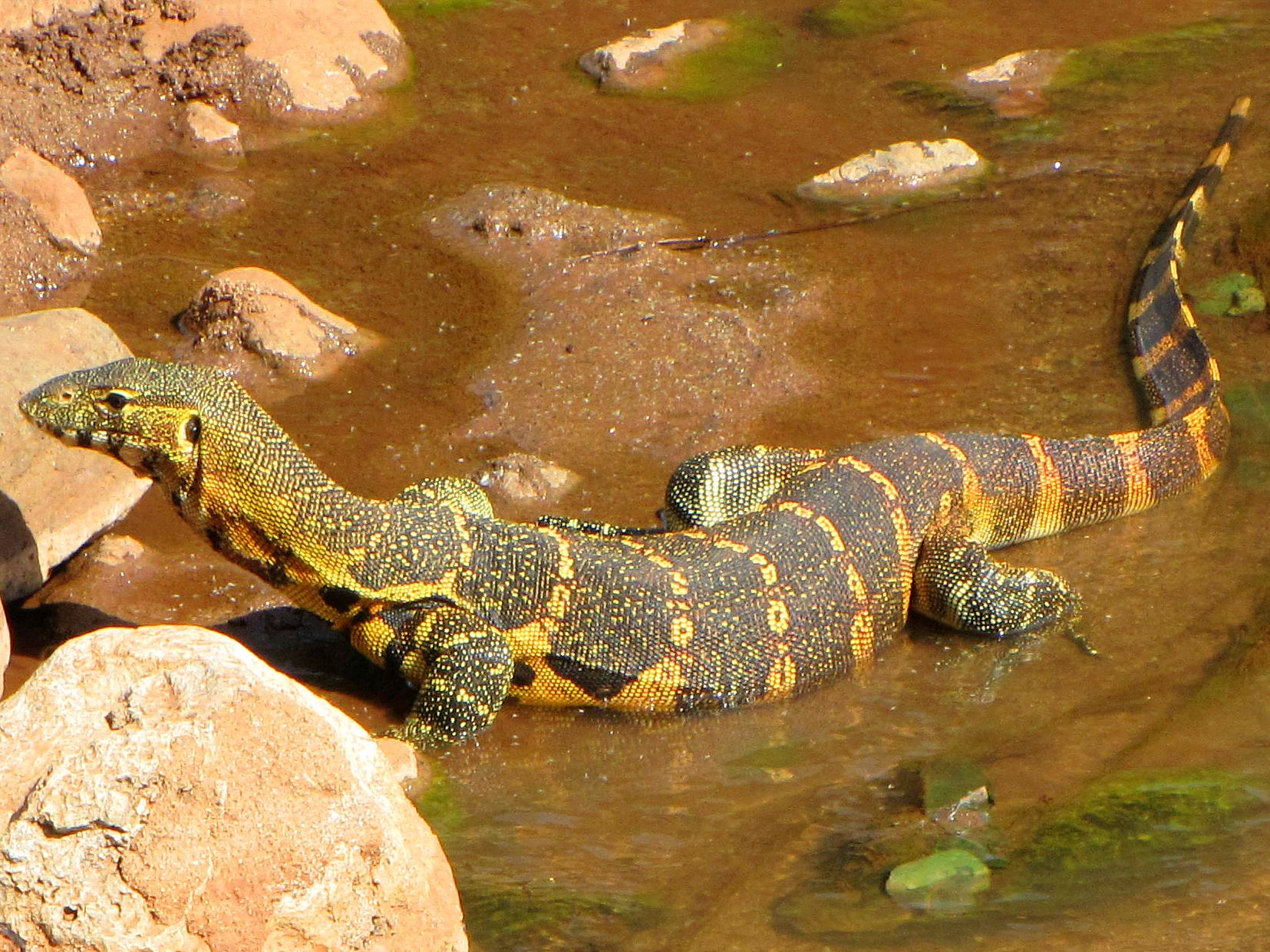
Varanen zijn waterminnend. Hier een nijlvaraan in een meer in Tanzania.

Varanen zijn warmteminnend, ze leven alleen in streken waar het permanent warm is. Er zijn geen soorten die een winterslaap houden zoals voorkomt in gematigde streken.
Varanen zijn altijd dagactief en schuilen 's nachts. Wanneer een varaan slaapt, wordt de kop vaak tegen een voorwerp geplaatst. Een exemplaar dat een tak als slaapplaats heeft uitgekozen laat de poten naar beneden hangen. Varanen komen in de ochtend tevoorschijn om te foerageren. Op het heetst van de dag trekken ze zich terug in hun schuilplaats, bestaande uit een hol of een spleet in de rotsen. Ze zonnen veel, dit heeft te maken met het metabolisme van varanen. Ze zijn koudbloedig en zijn eenmaal opgewarmd erg snel en lenig. Alle soorten kunnen goed klimmen, zwemmen en rennen. Als ze zijn opgewarmd, zijn ze aanzienlijk sneller en de lichaamswarmte die verkregen wordt door de zon bepaalt in belangrijke mate de snelheid van de spijsvertering.
Alleen oudere exemplaren van grotere soorten zijn te zwaar om nog te klimmen en zijn typische bodembewoners. Slechts enkele soorten leven strikt in bomen, zoals de smaragdvaraan (Varanus prasinus).
Alle varanen zijn goede zwemmers en blijven vaak in de omgeving van water. De soorten die in uitgesproken woestijngebieden leven zijn vaak verstoken van water, maar zelfs deze soorten kunnen uitstekend zwemmen. Van veel soorten is bekend dat ze het water in vluchten bij gevaar en van enkele soorten is beschreven dat ze onder water over de bodem kunnen lopen en net als op het droge regelmatig hun tong uitsteken. Van de nijlvaraan is bekend dat de hagedis bijna een uur onder water kan blijven. Sommige soorten begeven zich zelfs in zee en kunnen zich zo naar gebieden verplaatsen die voor andere dieren onoverbrugbaar zijn.

### Voedsel

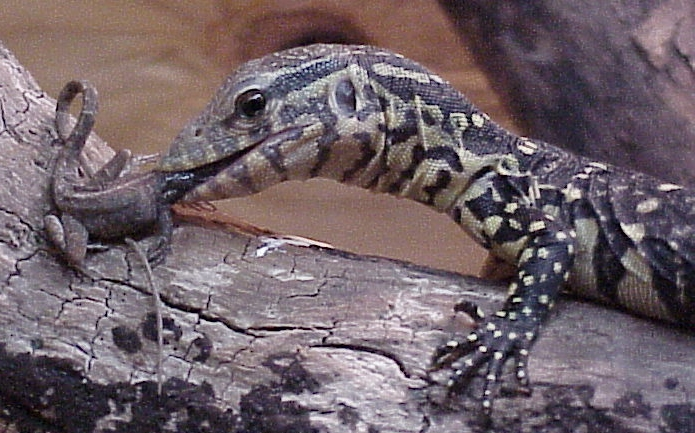
Een jonge nijlvaraan eet een kleinere hagedis.

Varanen zijn in beginsel carnivoor en eten vaak wat grotere prooien. Zij staan bekend als een van de hoogst ontwikkelde hagedissen vanwege hun relatief snelle metabolisme en hun uitstekende vermogen om prooien op te sporen. Ze zijn lenig en snel en staan bekend als bijzonder sluw. Varanen zijn een van de weinige dieren die erin slagen om de eieren uit de nesten van krokodilachtigen te roven terwijl deze bewaakt worden door de agressieve moederkrokodil. Varanen kunnen daarnaast relatief grote prooien aan, wat komt door het vermogen om de keelopening sterk te vergroten. De grootste soort, de komodovaraan, is zelfs in staat om grote grazers als herten en zwijnen te doden. Van een gevangen woestijnvaraan is eens beschreven dat een konijn werd uitgebraakt dat wat betreft kop-romplengte groter was dan het dier zelf.
Varanen beschikken over verschillende sterk ontwikkelde zintuigen, zoals een goed gezichtsvermogen en een sterk ontwikkeld orgaan van Jacobson. Varanen vinden hun prooi voornamelijk op zicht en achtervolgen deze. Een buitgemaakte prooi wordt eerst gedood door deze vast te klemmen tussen de kaken en vervolgens dood te slaan tegen de ondergrond. Het doden wordt tevens versneld door hun giftige beet. Omdat varanen twee kaakgewrichten bezitten, werken de kaken als een bankschroef en komt een prooi zeer moeilijk los. Varanen hebben een verstevigd verhemelte, bestaande uit bot. Dit dient om de hersenen te beschermen tegen harde prooien. In combinatie met de gespleten tong kunnen alle varanen hierdoor goed 'in stereo' ruiken. Ze zijn hierdoor goed in staat om dode dieren op te sporen, want ook aas staat op het menu.
De meeste varanen eten dieren zoals zoogdieren (vb. wezels en hamsters) en vogels (vb. bodembroeders en kleinere soorten die in bomen leven). Kleine varanen en juveniele exemplaren eten voornamelijk kleinere prooien zoals insecten. Sommige soorten eten zelfs schorpioenen en een aantal soorten eet af en toe fruit. Voorbeelden zijn de Filipijnse soorten Grays varaan en Varanus bitatawa. Veel varanen zijn geduchte eiereters (ovivoor) die de eieren van andere reptielen en vogels opsporen, ontbloten en vervolgens plunderen. Een voorbeeld is de nijlvaraan, die de nesten van de nijlkrokodil uitgraaft.
Het voedsel is afhankelijk van de soort varaan en van de geografische locatie. Door het grote verspreidingsgebied van de varanen worden uiteenlopende prooien gegeten. Van de Bengaalse varaan is bekend dat deze leeft van hagedissen, muskusspitsmuizen, palmeekhoorns en ongewervelden. Van een exemplaar van de Indische varaan is beschreven dat een 15 centimeter lange schildpad werd doorgeslikt.

### Vijanden en verdediging
De grotere soorten zijn berucht om hun beet, omdat de bek gevaarlijke bacteriën bevat die tot bloedvergiftiging kunnen leiden als ze in de bloedsomloop komen. Biologen krijgen steeds meer aanwijzingen dat de varanen zelf ook een soort vergif kunnen produceren.
Hoewel de lokale bevolking vaak bang is voor varanen, zijn het in principe geen mensendoders zoals bij grotere krokodilachtigen het geval is. Alleen van de komodovaraan zijn in de literatuur slechts enkele gevallen bekend van mensen die gedood werden door de hagedis. Varanen zullen altijd proberen te ontsnappen als ze met een mens worden geconfronteerd. Eenmaal opgewarmd, zijn ze zeer snel en lopen ze een mens er gemakkelijk uit, zeker in dichtbegroeide gebieden zoals bossen. Als ze in het nauw komen, blazen ze zich vol met lucht en waarschuwen ze bij verstoring door luid te sissen en door de bek open te sperren. Pas als een varaan echt geen kant meer op kan, wordt het dier agressief. Varanen worden alleen agressief om zich te kunnen verdedigen, ze beschermen nooit hun eieren zoals krokodillen dit doen. De grotere varanen kunnen ernstige wonden toebrengen door te bijten, te krabben en met de staart te slaan. Grotere varanen kunnen daarom beter met rust gelaten worden. Als ze worden aangevallen door huisdieren zoals honden, maken deze in de regel weinig kans tegen de vervaarlijke staart en krachtige kaken en klauwen.

### Voortplanting en ontwikkeling

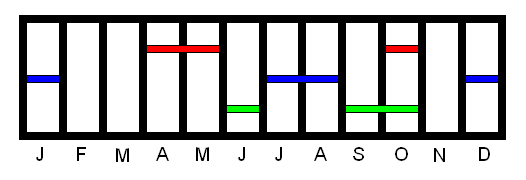
Voortplantingsschema van de Indische varaan: paring in rood, zwangerschap in blauw en uitsluipen van de eieren in groen.

Varanen planten zich voort in de lente, zodat de eieren in het begin van de zomer uitkomen en er genoeg voedsel is voor de jongen. Alle varanen zijn solitair en zoeken elkaar niet op. In de paartijd gaan de mannetjes echter op zoek naar een vrouwtje en bestrijden ze elkaar om de vrouwtjes. Met name bij de grotere varanen zijn dergelijke gevechten spectaculair. De mannetjes gaan op hun achterpoten staan en omklemmen elkaar met de voorpoten. De staart wordt hierbij voor de balans gebruikt. Het gevecht verloopt meestal niet agressief, maar is meer een worsteling waarbij de dieren elkaar omver proberen te duwen.
Varanen zijn zonder uitzondering eierleggend of ovipaar. Van andere groepen van hagedissen is wel bekend dat ze soms eierlevendbarend zijn, maar dit komt bij de varanen nooit voor. De eieren zijn wit van kleur en hebben een lederachtige, zachte schaal. Het aantal eieren verschilt per soort en tevens per legsel. Van de nijlvaraan bijvoorbeeld is bekend dat 16 tot 32 eieren per nest kunnen worden afgezet.
De eieren worden meestal afgezet in een zelfgegraven hol, onder objecten als omgevallen bomen of soms in termietennesten. Van de Bengaalse varaan is bijvoorbeeld bekend dat door het vrouwtje een termietennest wordt opengebroken, waarna de eieren in het nest worden afgezet. De termieten herstellen het nest vervolgens en de eieren worden daarbij ingemetseld. De termieten laten de eieren met rust en wanneer ze uitkomen, komt er een vloeistof vrij die de wanden van het nest zacht maakt.
De groeisnelheid van de embryo's is afhankelijk van de omstandigheden zoals de omgevingstemperatuur: bij een hogere temperatuur komen ze eerder uit dan wanneer de omstandigheden koeler zijn. Ook de grootte van de hagedis - en daarmee de grootte van het ei - speelt een rol: bij kleinere soorten zoals de kortstaartvaraan zijn de eieren ongeveer anderhalve centimeter lang en komen deze na twee tot drie maanden uit. Bij de veel grotere komodovaraan zijn de eieren tot 12 cm lang en komen ze pas na vijf tot acht maanden uit.

## Taxonomie en indeling

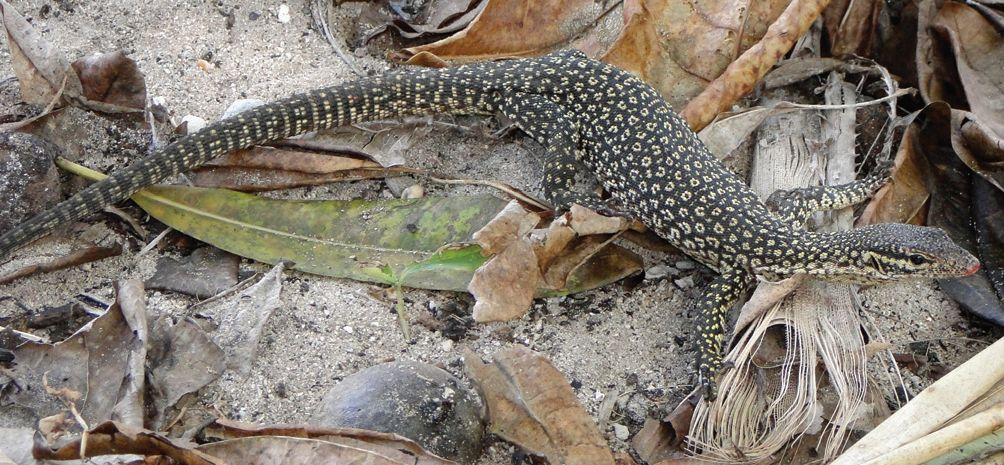
Mannetje Varanus timorensis.

Varanen zijn een familie van reptielen die behoren tot de orde schubreptielen (Squamata) en verder worden ingedeeld bij de onderorde hagedissen (Lacertilia). De groep werd voor het eerst wetenschappelijk beschreven door Thomas Hardwicke en John Edward Gray in 1827. De hagedissen worden weer verdeeld in verschillende superfamilies, de varanen behoren tot de varaanachtigen (Varanoidea). Deze groep van hagedissen omsluit ook de korsthagedissen (Helodermatidae) en de dove varanen (Lanthonotidae). De korsthagedissen worden slechts vertegenwoordigd door twee soorten en komen alleen voor in Noord-Amerika. De dove varaan, de enige nog levende vertegenwoordiger van de familie dove varanen, komt uitsluitend voor in Sarawak, een provincie van Maleisië op het eiland Borneo. De korsthagedissen lijken uiterlijk totaal niet op varanen vanwege het rolronde lichaam en de extreem bulterige huid. De dove varaan lijkt uiterlijk al meer op een varaan maar bezit een afwijkende, slangachtige fysiologie en is een waterbewoner die geen ooropeningen bezit.
Er zijn tegenwoordig tachtig verschillende soorten varanen, die allemaal tot het geslacht Varanus behoren. Het soortenaantal is erg veranderlijk omdat er nieuwe soorten worden beschreven of ondersoorten als een aparte soort worden erkend. In 2010 bijvoorbeeld werden vier nieuwe soorten beschreven. De soort Varanus semotus werd pas in 2016 voor het eerst wetenschappelijk beschreven.
Enkele soorten zijn erg bekend, zoals de nijlvaraan (Varanus niloticus), de Bengaalse varaan (Varanus bengalensis) en de komodovaraan (Varanus komodoensis). De meeste soorten varanen echter hebben nog geen Nederlandstalige naam, over een aantal soorten is nog niet alles bekend. Zie voor een lijst van alle soorten varanen de lijst van varanen.

### Verwantschap met de slangen
Lange tijd werden hagedissen en slangen als twee aparte groepen beschouwd vanwege de totaal andere fysiologie. Later werd vastgesteld dat de slangen tot de hagedissen moeten behoren en als sterk gespecialiseerde pootloze hagedissen moeten worden gezien. De varaanachtigen bleken van alle hagedissen het sterkst verwant aan de slangen te zijn. Varanen delen enkele opmerkelijke kenmerken met de slangen hoewel ze ook enkele duidelijk afwijkende karakteristieken hebben. Varanen hebben net als slangen een met bot verstevigd verhemelte. Net als slangen kunnen varanen de bek en tevens de mondopening zeer ver openen en hebben ze een uitrekbaar deel van de keel, de zogenaamde voedselzak of krop. Varanen hebben in tegenstelling tot slangen altijd twee paar poten, beweegbare oogleden en twee duidelijk zichtbare gehooropeningen.
Het feit dat de slangen sterker aan de varaanachtigen verwant zijn dan aan andere groepen van hagedissen heeft veel tot verwarring geleid. Van verschillende groepen hagedissen zijn vertegenwoordigers bekend die de poten in de loop der evolutie hebben verloren. Voorbeelden zijn sommige hazelwormen (Anguidae) en de heuppotigen (Pygopodidae). Dergelijke pootloze soorten zijn dus minder sterk verwant aan de slangen in vergelijking met de varaanachtigen, terwijl alle soorten die tot de varaanachtigen behoren duidelijke poten hebben.
Een ander discussiepunt is het feit dat slangen geen beweegbare oogleden hebben, maar met het oog vergroeide onderste oogleden die een soort bril vormen. Een dergelijke constructie komt ook voor bij andere groepen van hagedissen, maar nooit bij de varanen, deze hebben altijd beweeglijke en ondoorzichtige oogleden.
Varanen delen echter ook enkele kenmerken met slangen, zoals de lange, gevorkte tong en het sterk ontwikkelde reukvermogen. Varanen zijn tevens de enige groep van hagedissen die de keelopening zeer ver kunnen openen om grotere brokken voedsel door te slikken, een typisch kenmerk van alle slangen. Ook ontbreekt een urineblaas, is de wervelkolom van een varaan sterk gelijkend met die van een grote slangen en kennen varanen net zoals slangen geen caudale autotomie; dit is het vermogen om de staart af te werpen als deze wordt beetgepakt waarna deze weer aangroeit.

### Evolutie

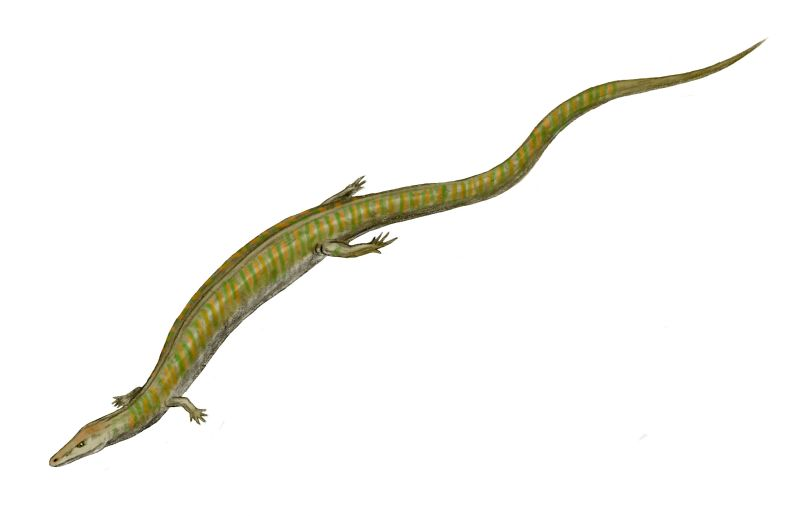
Kaganaias uit het Krijt was een zwemmende soort met een slangachtig lichaam. Afgebeeld is een reconstructie.

Varanen zijn een zeer oude groep van reptielen, de eerste moderne vertegenwoordigers zijn bekend vanaf 130 miljoen jaar geleden. Een bekende verwant is Peleosaniwa die ongeveer 65 miljoen jaar geleden leefde in Noord-Amerika. De recentere Saniwa leefde daarnaast ook in Europa en kwam ongeveer 15 miljoen jaar geleden voor. Tegenwoordig zijn de varanen uitgestorven in Amerika, de soorten die in Europa leefden zijn naar het zuiden verdrongen. Ongeveer vijf miljoen jaar geleden hebben de varanen India gekoloniseerd. Varanus marathonensis
De bekendste verwanten van varanen zijn de mosasauriërs, deze hagedisachtigen hebben zich aangepast op een leven in zee en werden zeer groot. De Mosasauridae behoorden tot de succesvolste verwanten van de varanen ooit en kenden een grote periode van bloei. Andere enigszins verwante tijdgenoten van de eerste varanen waren de Aigialosauridae en Dolichosaurus, deze laatste had een sterke slangachtige lichaamsvorm.
Een recentere soort is Megalania, een acht meter lange uitgestorven soort uit het Pleistoceen die leefde in Australië. Deze soort werd vroeger Megalania prisca genoemd, maar tegenwoordig verkiest men om de soort in het geslacht Varanus te plaatsen. De huidige wetenschappelijke naam voor het dier is Varanus priscus. Desondanks blijven velen de term Megalania gebruiken.

## Varanen en de mens

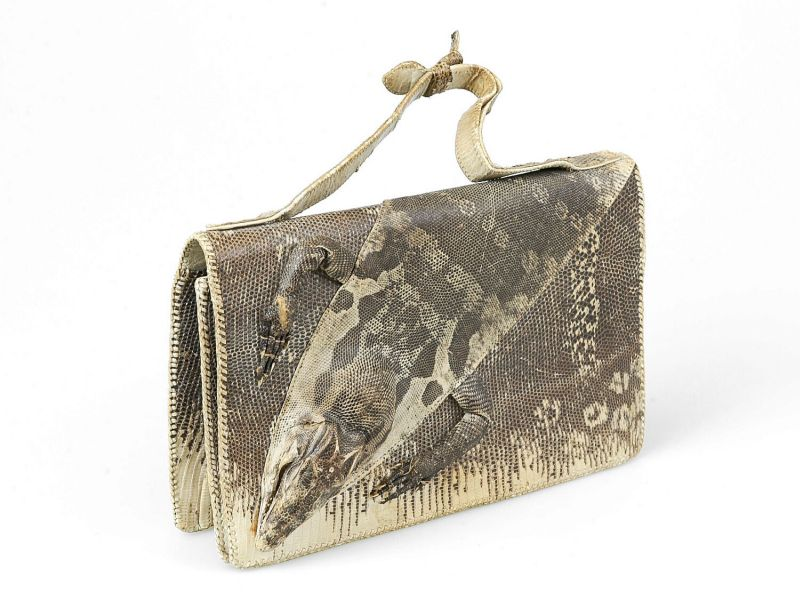
Handtas van varanenleer, uit de collectie van het Wereldmuseum Amsterdam.

Varanen zijn al bekend uit geschriften uit de oudheid, de Griekse schrijver Herodotus beschreef de varaan als een 'landkrokodil'. Afbeeldingen van varanen zijn bekend van de Egyptenaren. De afmetingen van varanen zijn vaak overdreven; zo geloofde men lange tijd dat de komodovaraan tot 7 meter lang kan worden terwijl deze soort in werkelijkheid maximaal 3 meter lang wordt.
Varanen spelen een bescheiden rol in de cultuur, afhankelijk van de geografische locatie van de soort. In veel gebieden waar varanen voorkomen is het vlees gewild als bushmeat, en wordt op de dieren gejaagd. Ook de eieren worden gezien als een delicatesse en worden opgegraven en gegeten. Het vet wordt gezien als geneesmiddel en vooral in Aziatische landen zoals China gebruikt. De lichaamsdelen van varanen worden soms ook als amulet gedragen. De huid van varanen wordt ten slotte gebruikt om leer te maken. Een aantal soorten is hierdoor bedreigd geraakt.
In het Suske en Wiske-verhaal De nare varaan speelt een grote komodovaraan van het eiland Komodo een belangrijke rol.